# Amezaiku

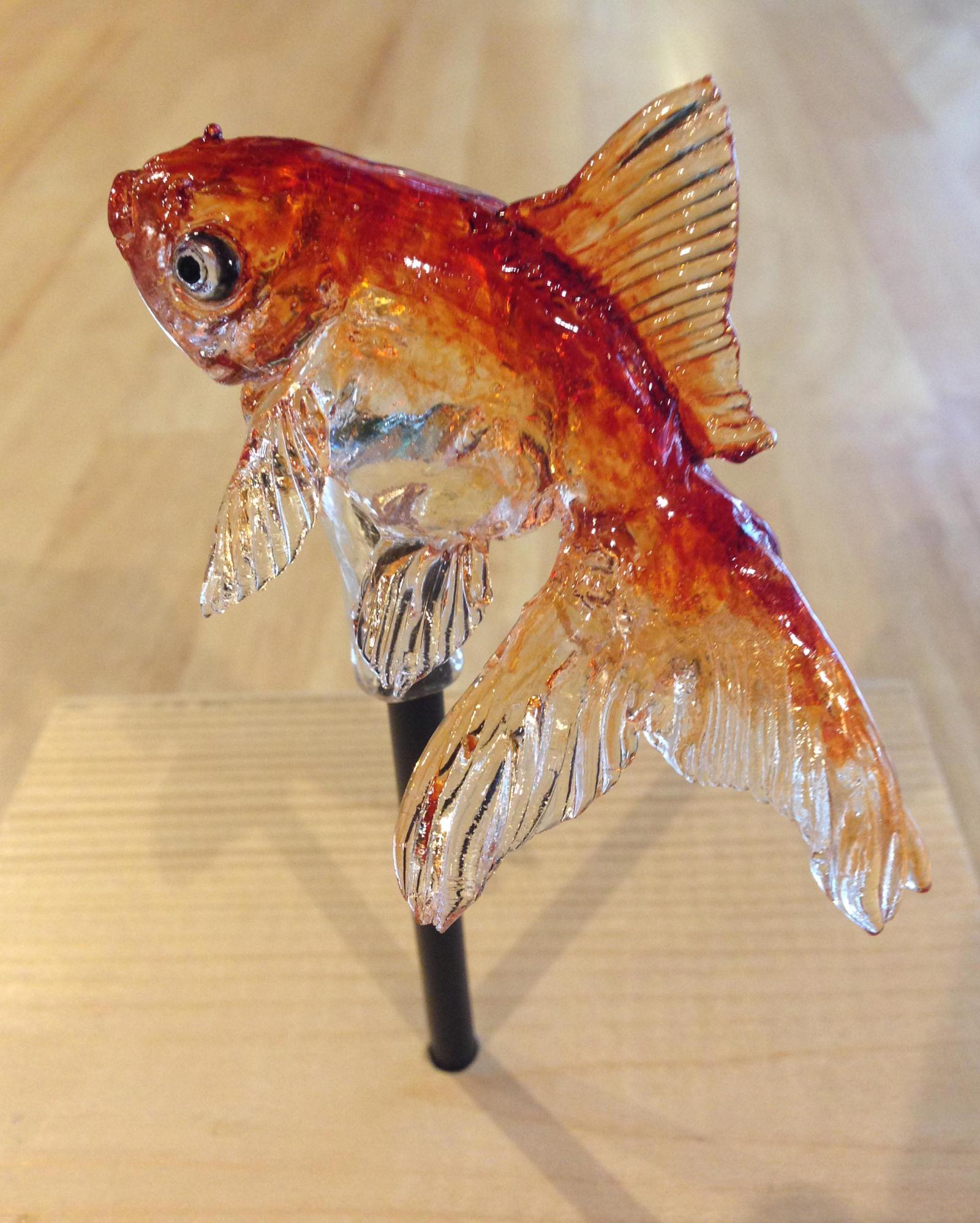
Cá vàng Amezaiku được làm bởi Shinri Tezuka

Amezaiku (飴細工, còn gọi là di tế công) là nghệ thuật kẹo Nhật Bản. Nghệ nhân sử dụng tay và các công cụ khác như nhíp và kéo, tạo ra một tác phẩm nghệ thuật với nhiều màu sắc khác nhau. Các nghệ nhân Amezaiku cũng sơn tác phẩm của họ bằng thuốc nhuộm có thể ăn được để tăng tính thẩm mỹ. Động vật và côn trùng là những tác phẩm amezaiku phổ biến được tạo ra để thu hút trẻ em. Các nghệ nhân lâu năm có thể tạo ra những hình dạng động vật phức tạp hơn.

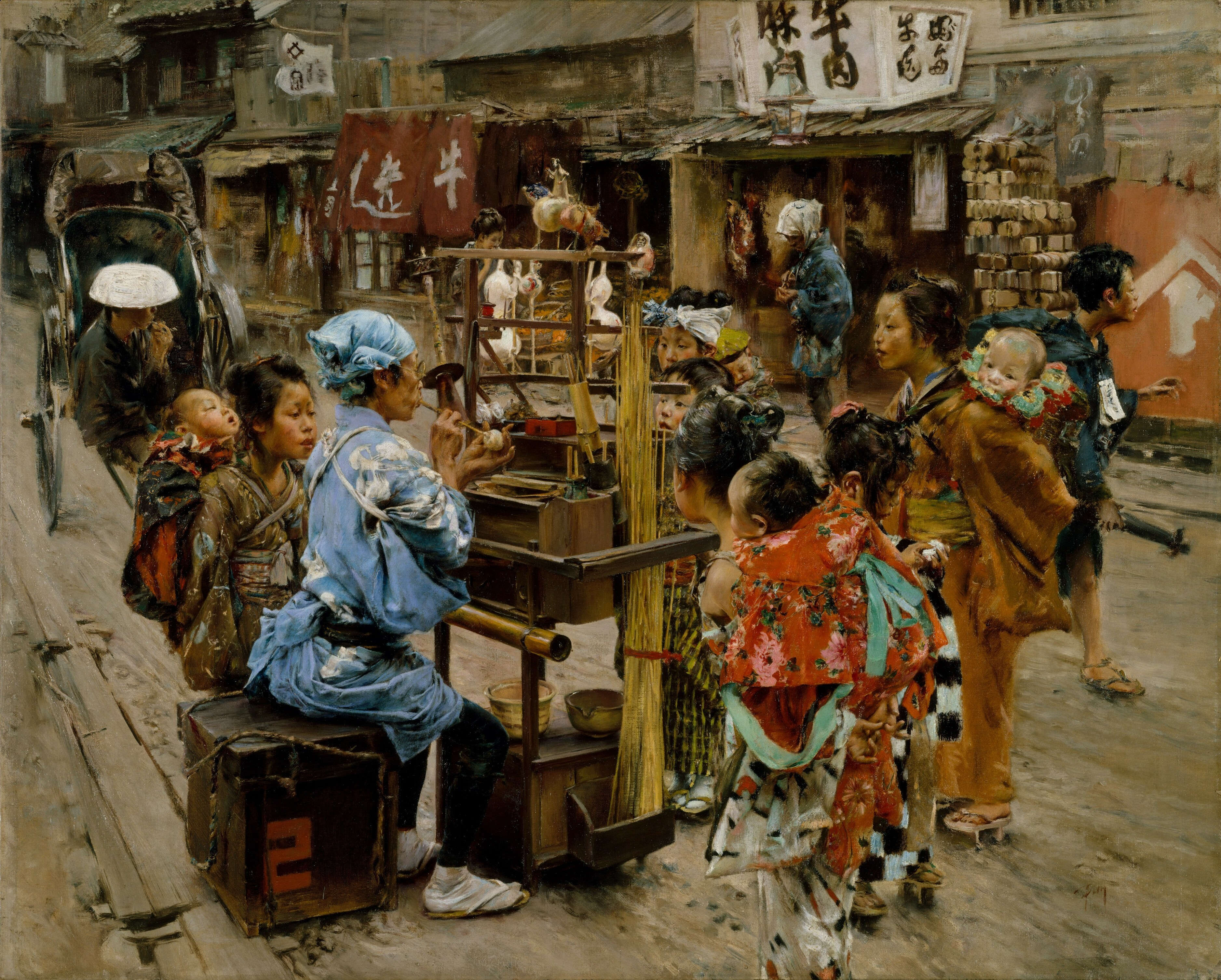
Một người bán Amezaiku trên đường phố, tranh sơn dầu của Robert Frederick Blum năm 1893.

Từ thời Heian, nghệ thuật amezaiku đã được các nghệ nhân Nhật Bản sử dụng để làm bánh kẹo dâng lên đền thờ ở Kyoto. Nghệ thuật amezaiku đã lan rộng ra ngoài đền thờ trong thời Edo, nhiều hình thức biểu diễn đường phố phát triển mạnh ở Nhật Bản và amezaiku trở nên phổ biến rộng rãi. Ở Edo, nó trở nên một bộ môn nghệ thuật.
Thời kỳ Edo, bắt đầu từ thế kỷ 17 và kéo dài hơn 260 năm, là thời kỳ mà nghệ thuật amezaiku phát triển hưng thịnh. Các nghệ sĩ đường phố thường mang những tác phẩm điểu khắc amezaiku đến những vùng miền khác nhau của Nhật Bản, biến đây trở thành một hình thức giải trí phổ biến. Thậm chí, nhiều cửa hàng còn sử dụng amezaiku như một cách thu hút người mua. Không ngoa khi nói rằng, amezaiku thời kỳ đó đã phát triển thành một đặc trưng văn hóa của Nhật Bản.
Một phương pháp trước đây được sử dụng trong điêu khắc amezaiku đã được thổi kẹo bằng một cái ống, tương tự như thổi thủy tinh. Thực tế này bị cấm ở Nhật vì không vệ sinh, tuy nhiên có thể sử dụng các phương tiện khác để thổi.
Hiện nay, người ta cho rằng chỉ còn khoảng 100 nghệ nhân amezaiku tại Nhật Bản. Cơ hội được thấy tận mắt quá trình tạo kẹo Amezaiku là rất hiếm. Amezaiku được coi là một hình thức nghệ thuật truyền thống, được gìn giữ và bảo vệ bởi một nhóm người và được truyền lại từ đời này đến đời khác. Thế nhưng, nhịp sống hối hả và sự phát triển của công nghệ với các loại hình giải trí mới, ẩm thực mới đang dần thế chân bộ môn nghệ thuật đường phố đầy tinh tế này. 

## Cách làm
Xét về một khía cạnh nào đó thì amezaiku chính là một dạng tò he phiên bản Nhật. Để có thể tạo ra một cây amezaiku hoàn chỉnh, người nghệ nhân phải tốn không ít công sức cho khâu chuẩn bị kỹ càng từ trước.

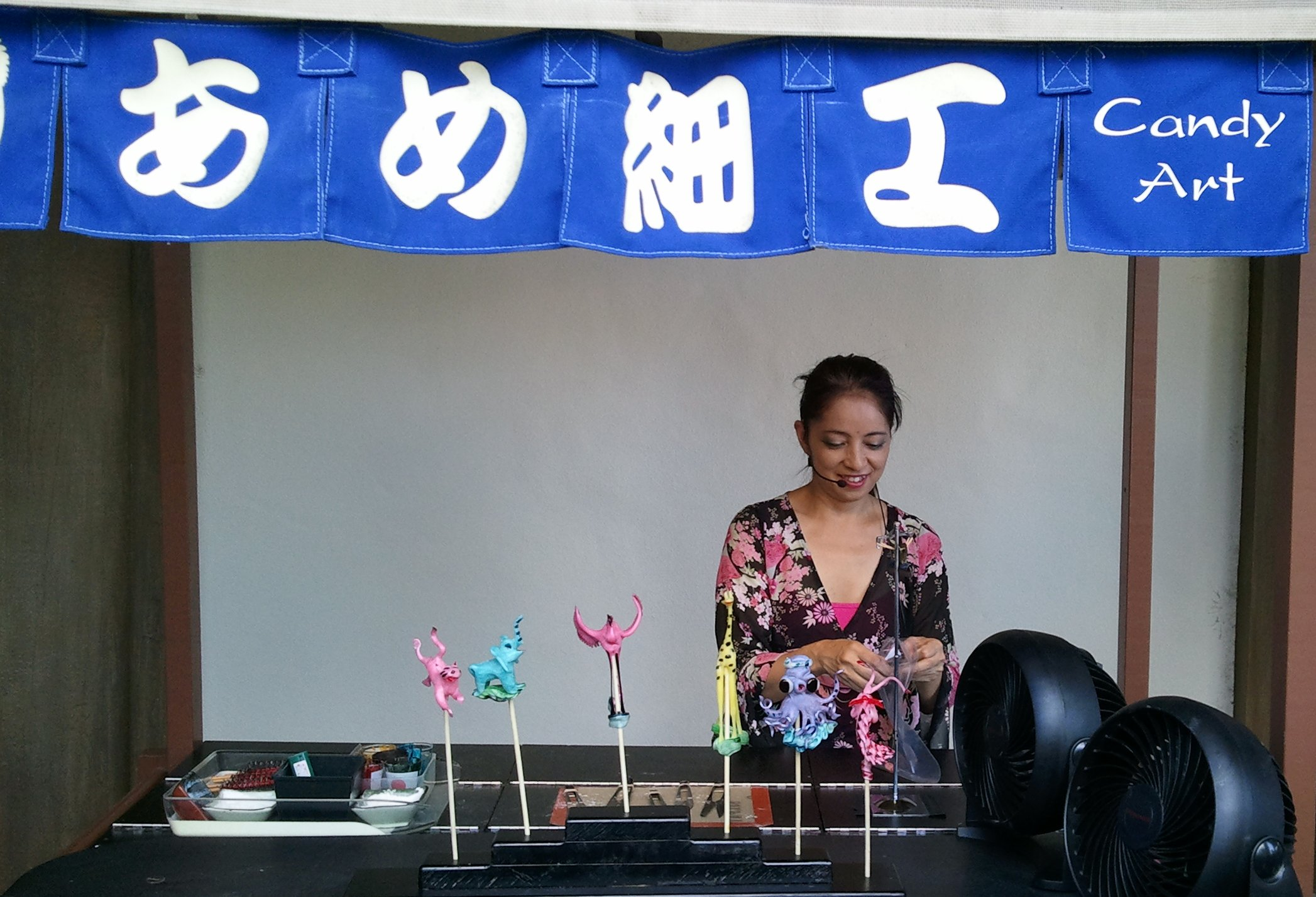
Một người phụ nữ Nhật Bản đang nhào nặn Amezaiku

Để làm được một tác phẩm điêu khắc amezaiku từ kẹo dẻo, người nghệ nhân sẽ sử dụng một viên kẹo có nguyên liệu chính là đường và siro ngô với kích thước tương đương một quả bóng golf đã được làm nóng đến 80-90 °C. Sau đó, nghệ nhân sẽ phải dùng tay để liên tục kéo và nhào nặn hỗn hợp khi còn nóng rồi điêu khắc thành hình khối mong muốn. Màu thực phẩm được sử dụng để tô điểm cho những tác phẩm nghệ thuật này.
Amezaiku đòi hỏi không chỉ kỹ năng điêu khắc nhuần nhuyễn mà còn trực giác nhạy bén và kinh nghiệm để làm sao có thể vừa tạo hình vừa trang trí viên kẹo trở thành các tác phẩm độc đáo trong một khoảng thời gian ngắn dưới nền nhiệt độ cao.
Đầu tiên, một liều lượng bột nếp sẽ được trộn lẫn với lượng mật đường tương xứng (cần đo lường cẩn thận để đảm bảo độ chắc chắn và khả năng tạo hình tốt). Kế đó hỗn hợp đường-bột sẽ được vo thành khối tròn lớn, luộc chín, để nguội đợi đến khi dùng thì hâm nóng lại trong than củi rồi chia thành từng phần nhỏ. Ngay lúc đó, người nghệ nhân sẽ nhanh tay ngắt lấy một phần bột vừa phải, dùng dao và kéo khéo léo tạo hình như mong muốn (có thể cho thêm phẩm màu nếu thích), đợi cứng lại rồi bỏ bọc. Bên cạnh cách nặn kẹo bằng tay, vào khoảng thời kỳ đầu – để tiết kiệm số đường ít ỏi – người ta sẽ chỉ lấy một phần bột cực nhỏ, mau mắn gọt nặn rồi cắm một ống sậy nhỏ có bôi chút mạch nha bên dưới, thổi phồng cái kẹo lên theo kích cỡ được yêu cầu. Tuy nhiên, phương thức này ngày nay ít còn sử dụng vì vấn đề vệ sinh, chỉ còn được đặc biệt áp dụng ở một số nơi.
Trung bình để tạo thành một cây amezaiku cần ít nhất ba phút, yêu cầu người thợ có tay nghề cao, lanh lẹ và không sợ nóng.

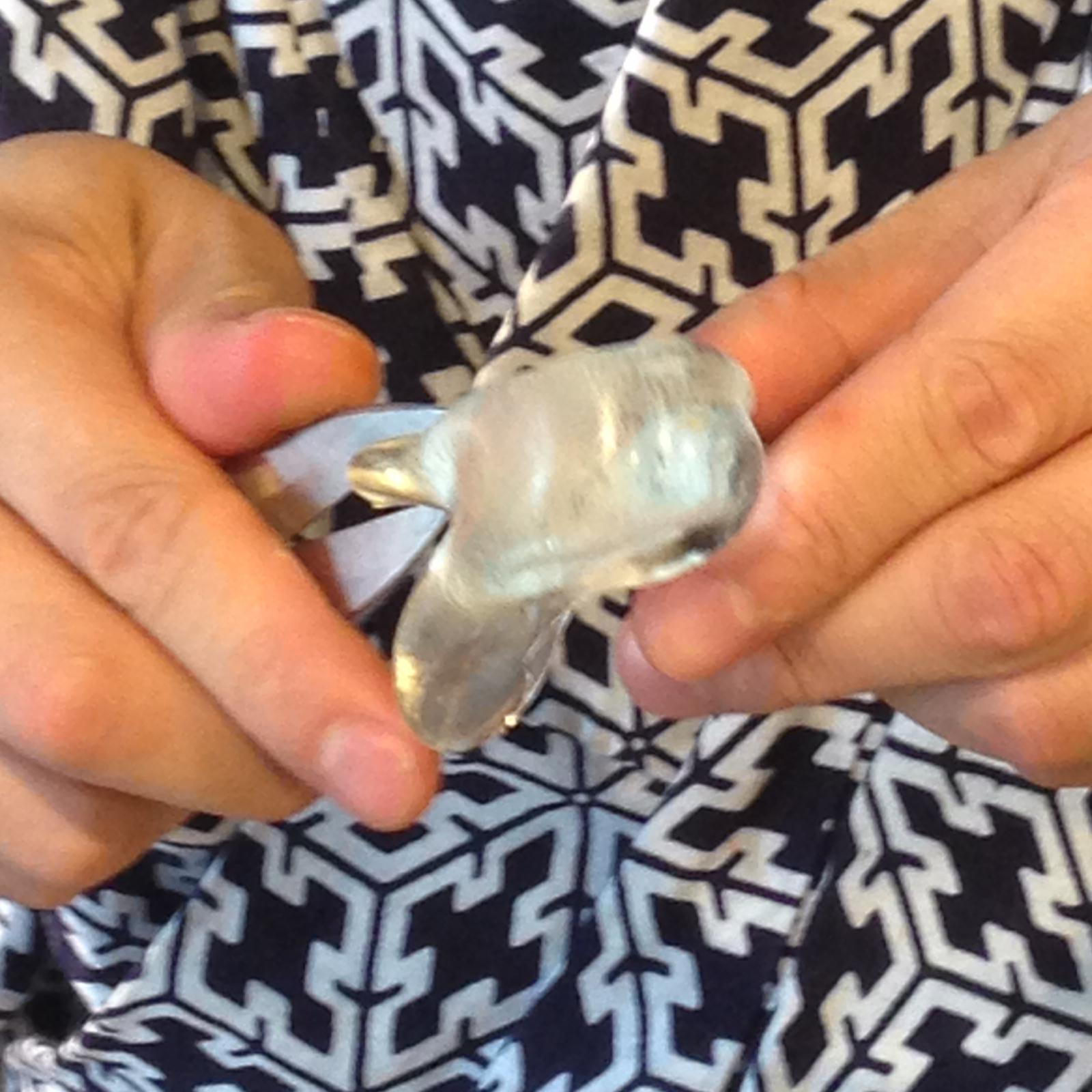
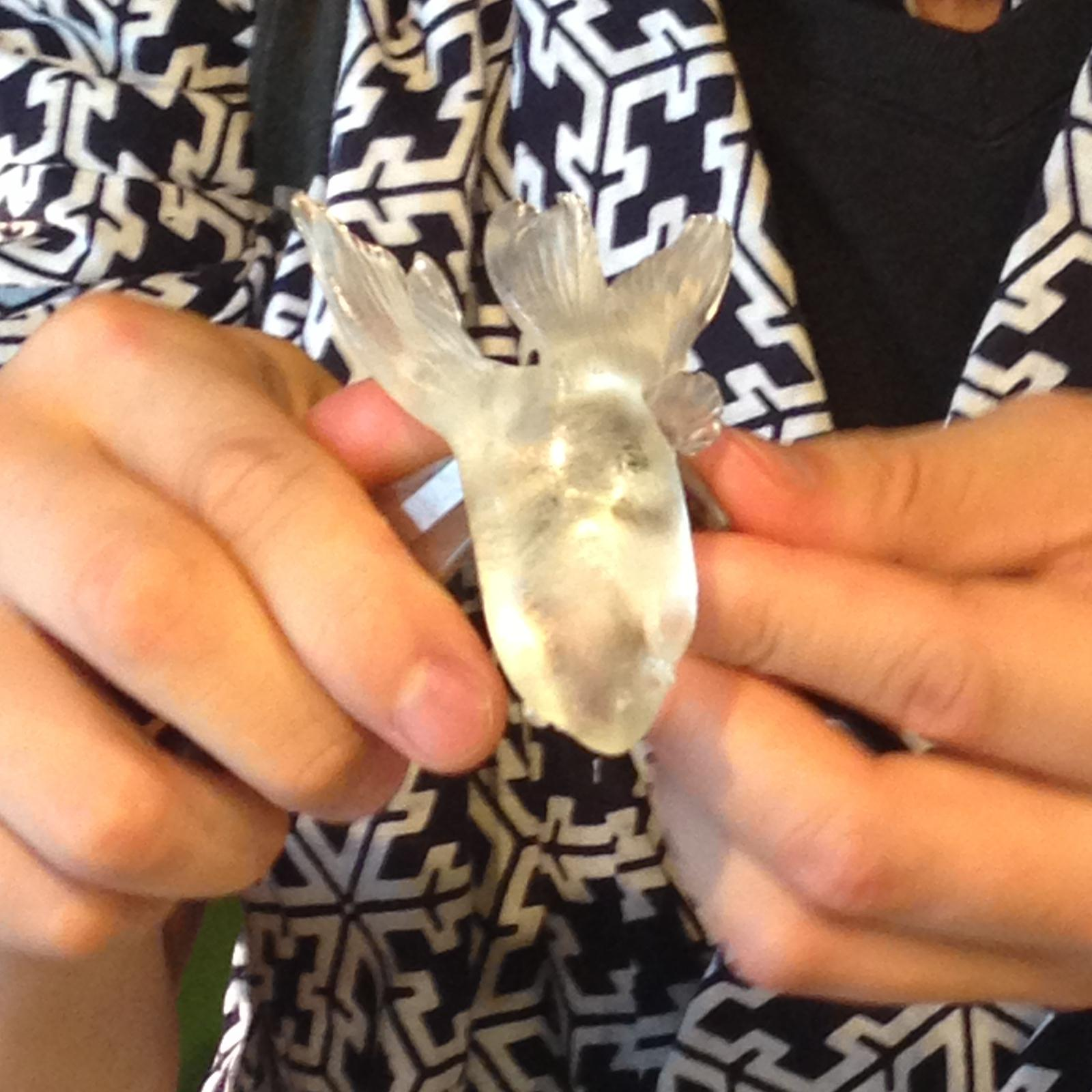
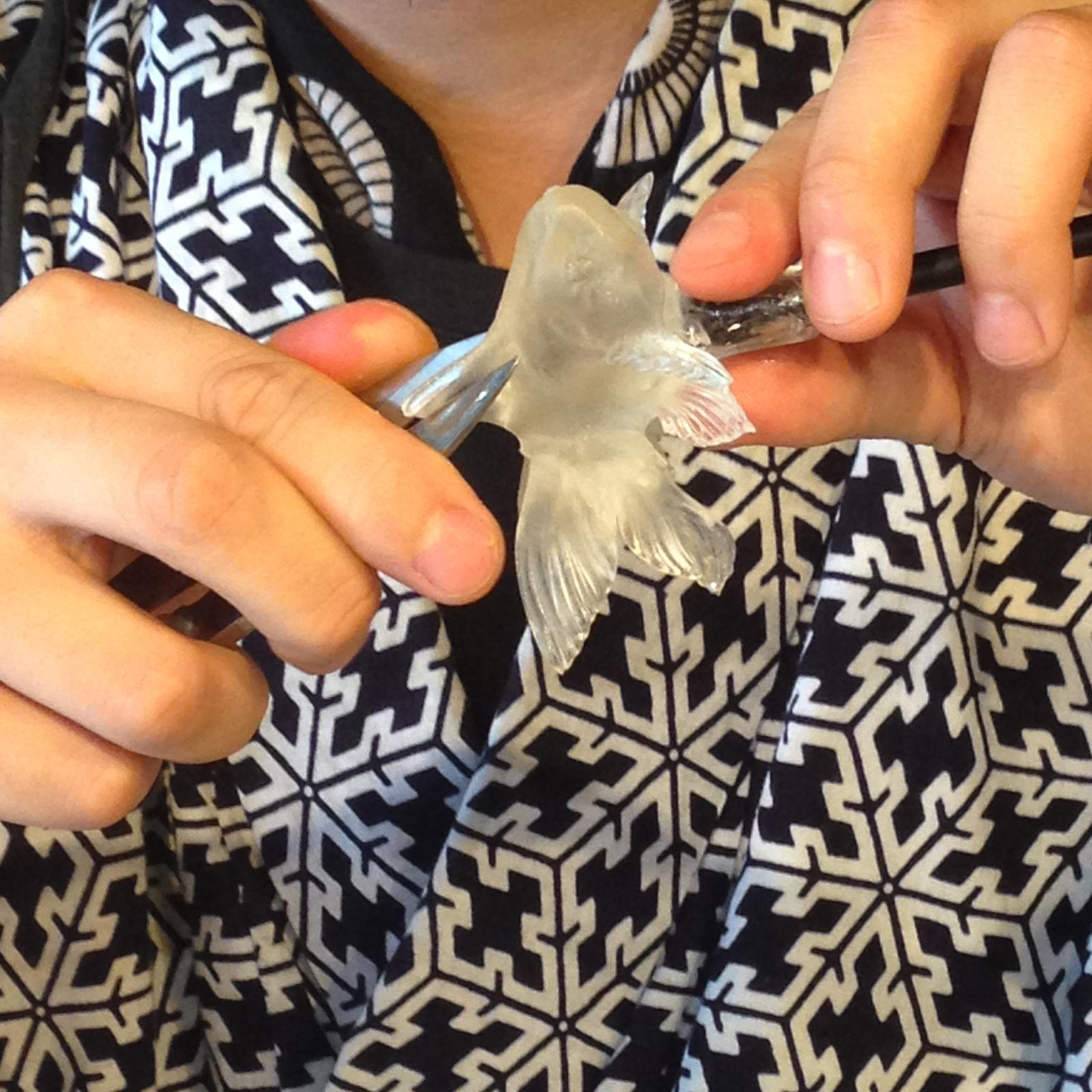
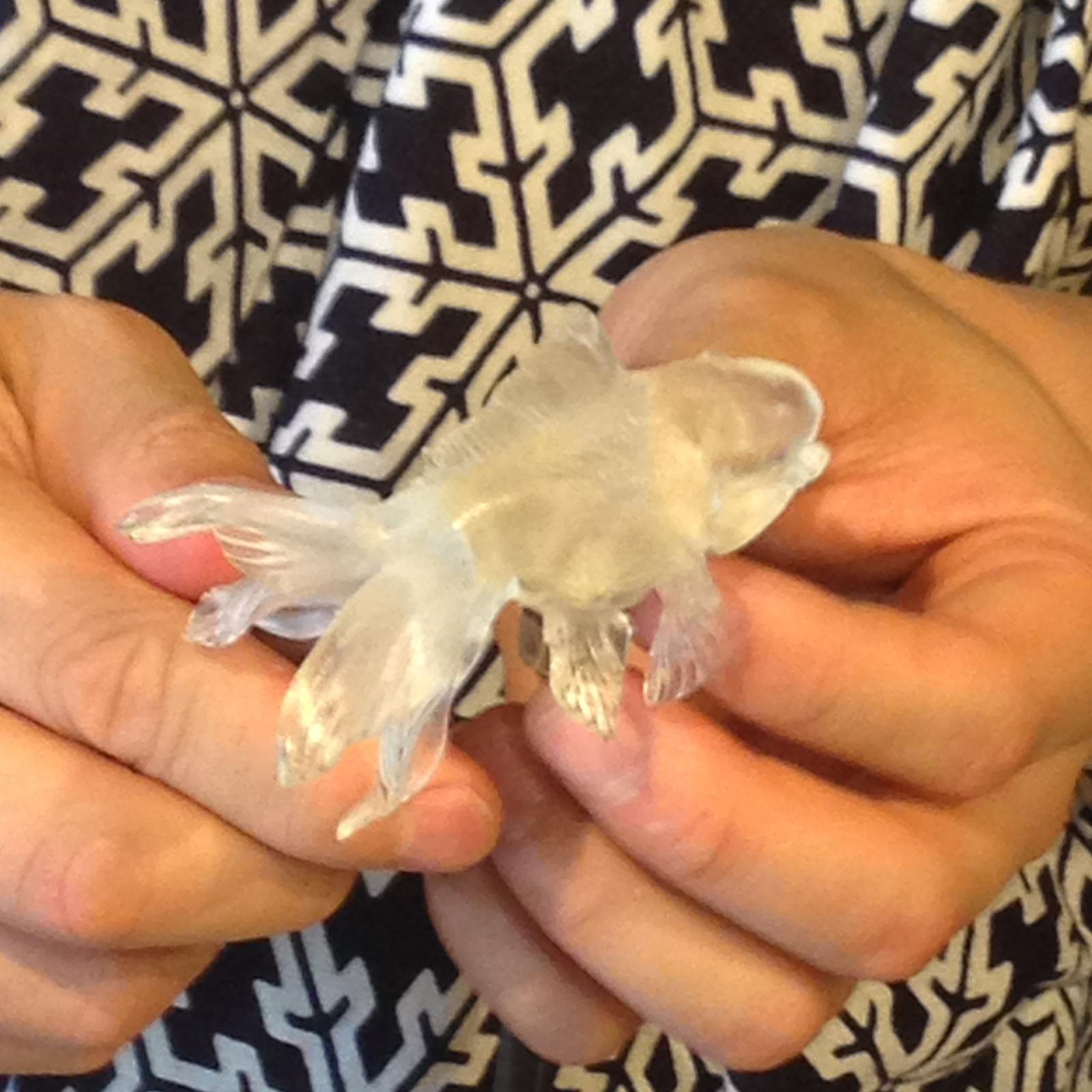
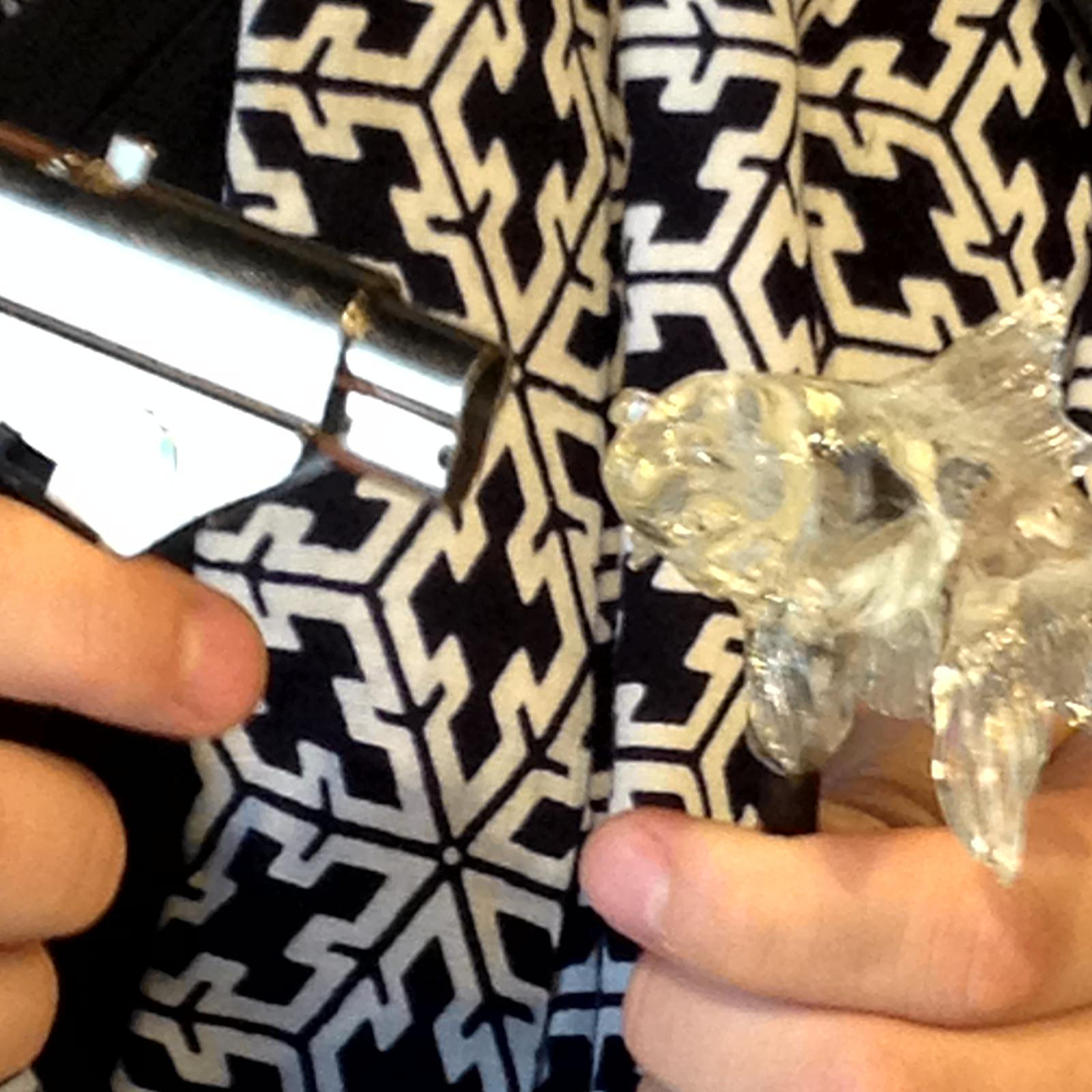
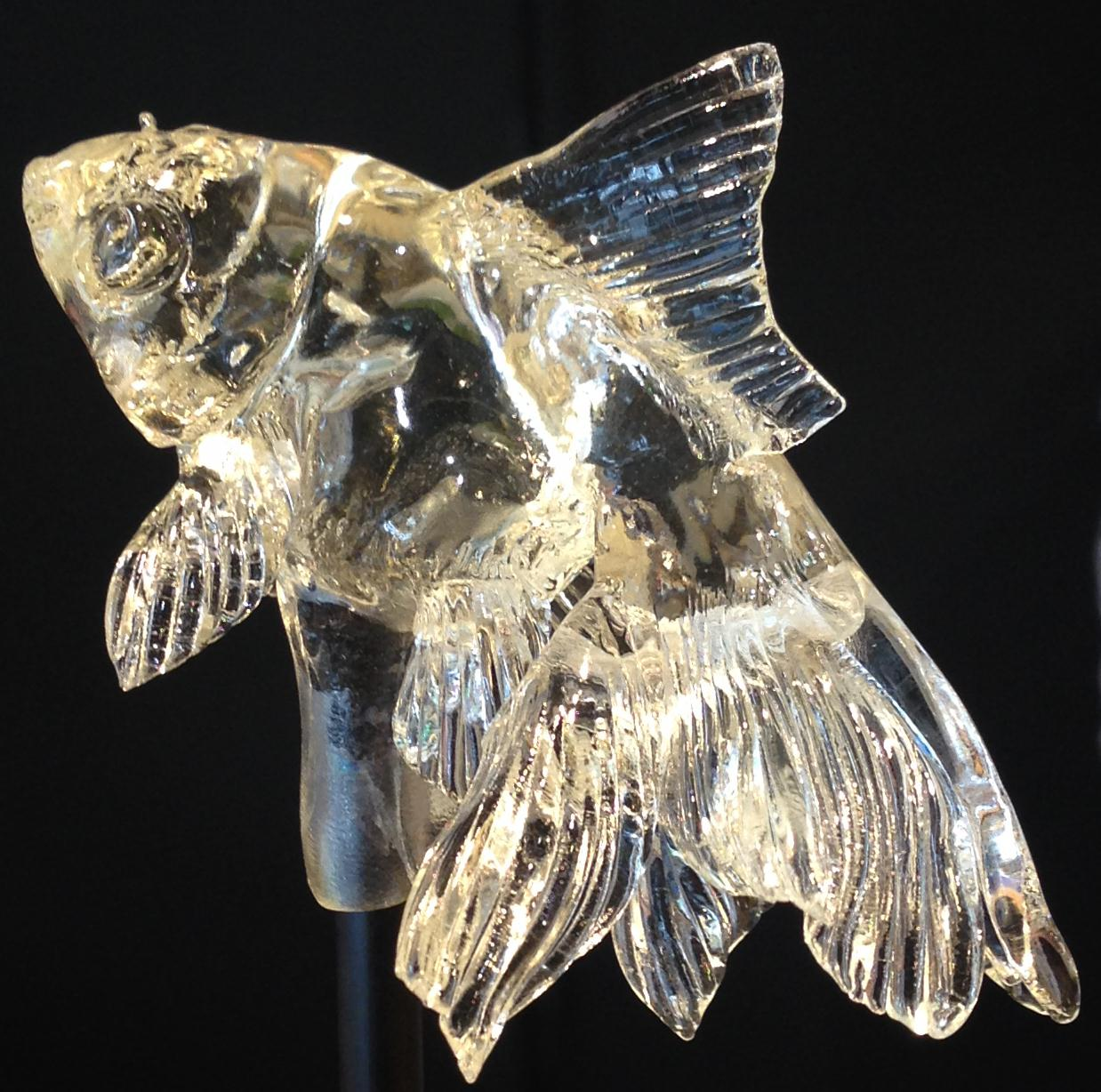